# اچ‌ام‌اس کالینگوود (۱۹۰۸)
اچ‌ام‌اس کالینگوود (۱۹۰۸) (به انگلیسی: HMS Collingwood (1908)) یک کشتی بود که طول آن ۵۳۶ فوت (۱۶۳ متر) بود. این کشتی در سال ۱۹۰۸ ساخته شد.